# Macabeu
Le macabeu B est un cépage blanc espagnol de raisin de cuve.

## Origine

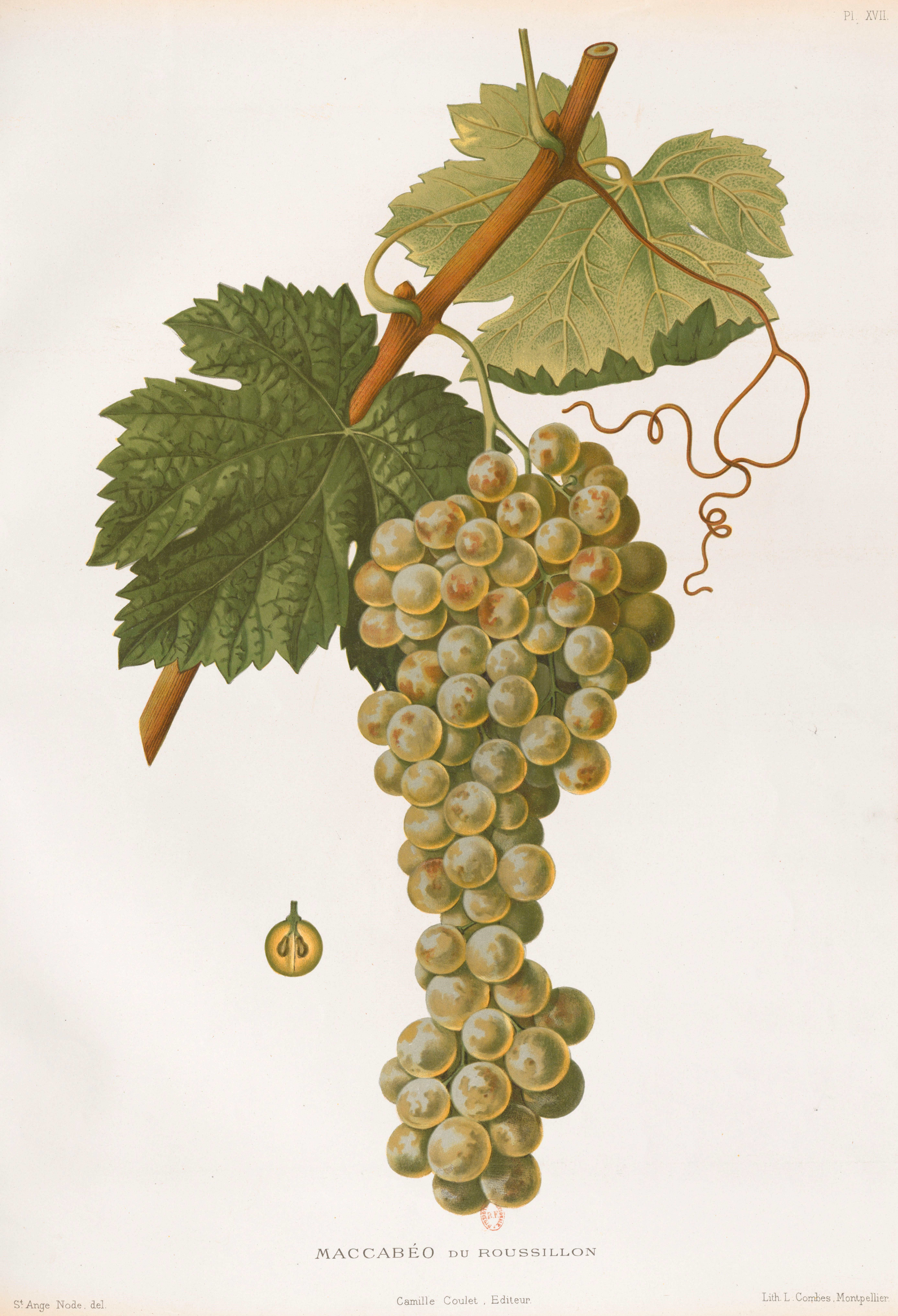
Lithographie du Macabeu.

Il pourrait être originaire d'Aragon ou de Catalogne.
En Espagne, il est beaucoup cultivé dans le vignoble de Catalogne, notamment pour la production du cava (vin effervescent) mais aussi pour les vins tranquilles de Rioja et d'Aragon.
En France, on le rencontre dans le vignoble du Languedoc-Roussillon, où il est utilisé particulièrement pour produire des vins doux naturels comme le maury (en blanc) et le rivesaltes.

## Synonymie
Des variantes orthographiques existent : macaban, macabeu, maccabeu, macabeo, maccabeo, maccabeou, makkobeo. Il peut aussi porter les noms alcanol, alcanon blanca de Daroca, charas, blanc, forcalla, gredelin, lardot, listan andaluschii, listan andaluzkii, lloza, malvoisie, provençal, queue de renard, rossan, subirat, tokay,  verdigell, viuna, viura .	

## Caractères ampélographiques
Le bourgeonnement est cotonneux à bordure rouge et les jeunes feuilles sont jaunes, très bullées et pubescentes.
Le rameau herbacé présente des entre-nœuds aplatis et striés. 
Les feuilles adultes sont grandes et quinquelobées. Le sinus pétiolaire en lyre est fermé à faiblement ouvert. Le limbe est vert clair, luisant, à la bordure involutée. La face inférieure est velue avec des poils dressés sur les nervures. 
Les grappes sont très grosses et les baies sont moyennes à grosses, sphériques, jaune doré à maturité. La chair est juteuse et la pellicule fine.

## Aptitudes

### Culturales
Le macabeu est très vigoureux, à port érigé et productif. Pour limiter sa production, il est important de le tailler court. Sa pousse rapide le rend sensible au vent (casse des jeunes rameaux).
Il craint les terrains frais et l'humidité stagnante. Il craint aussi la sécheresse : il le manifeste alors par du folletage et une défeuillaison précoce.
Il est sensible aux maladies cryptogamiques : oïdium et pourriture grise, surtout en terrain fertile. Il craint également les acariens et la nécrose bactérienne.

### Technologiques
Le macabeu peut être utilisé pour l'élaboration de vin blanc sec. C'est un produit fin et vif, mais qui est peu expressif et ne se conserve pas longtemps. Utilisé comme base de vin effervescent, il donne une bonne finesse de bulle et un arôme délicat. 
Vinifié en vin doux naturel, il présente une bonne capacité à accumuler les sucres et donne un produit jaune paille et peu acide.